# Reformierte Kirche Ronsdorf

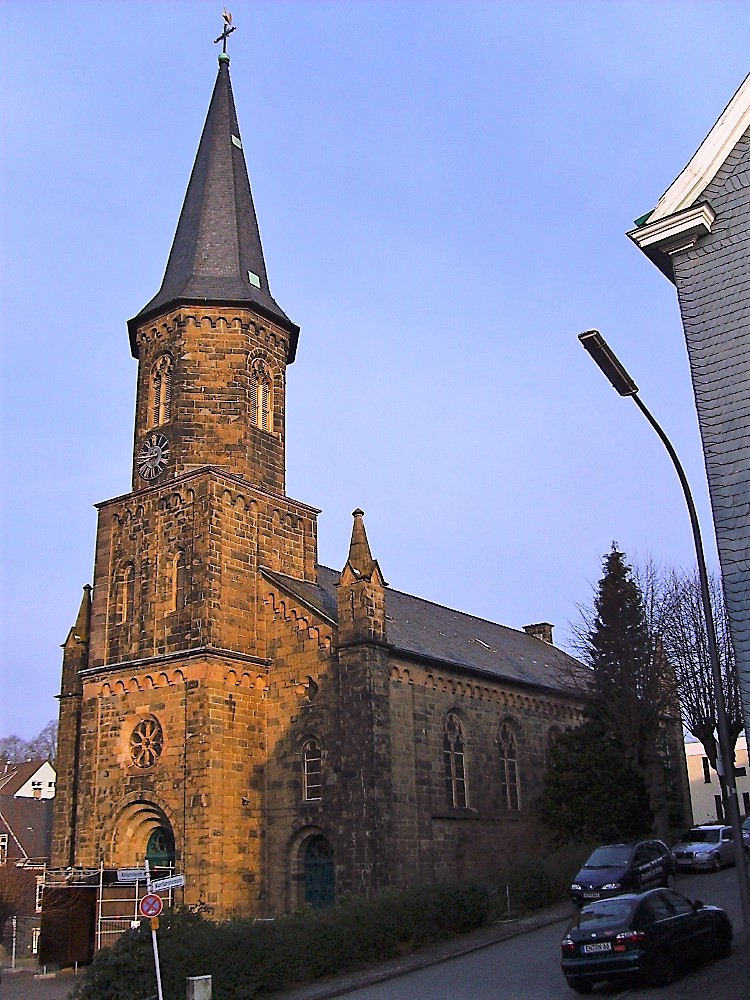
Südostansicht

Die Reformierte Kirche Ronsdorf ist das Gotteshaus der evangelisch-reformierten Gemeinde in Wuppertal-Ronsdorf im Kirchenkreis Wuppertal der Evangelischen Kirche im Rheinland. Sie ist die einzige Kirche des Stadtteils Ronsdorf, die im Zweiten Weltkrieg nicht zerstört wurde.

## Lage
Die Kirche wird von der Elias-Eller-Straße, der Kniprodestraße (Haupteingang) und der Kurfürstenstraße eingerahmt. Sie steht auf dem Grundstück, das Elias Eller (1690–1750), Gründer der Kirchengemeinde (1741) und der Stadt Ronsdorf (1745), mehr als 100 Jahre zuvor der Gemeinde für einen Kirchbau gestiftet hatte. Zunächst wurde jedoch 1742 ein Kirchhaus errichtet, das auch Schulzimmer und Küsterwohnung enthielt und den Grund und Boden des heutigen Gemeindezentrums (Eingang Kurfürstenstraße) und dessen Vorplatz einnahm. Es wurde nach Fertigstellung der heutigen Kirche 1859 abgebrochen. Der erste reformierte Kirchhof lag oberhalb des Straßenniveaus der Elias-Eller-Straße hinter der ehemaligen reformierten Schule. An der Mauer vor dem Gemeindezentrum steht eine nicht mehr funktionsfähige historische Schwengelpumpe.

## Geschichte
Die Kirche wurde von 1855 bis 1858 im Stil des Historismus unter Verwendung romanischer und gotischer Stilelemente erbaut. Die Pläne des Architekten Engelbert Matthey wurden durch den Kölner Dombaumeister Ernst Friedrich Zwirner überarbeitet. Das Mauerwerk besteht aus Grauwacke aus Steinbrüchen des Bergischen Landes.
In der Nacht vom 29. zum 30. Mai 1943 wurde die Innenstadt von Ronsdorf durch einen alliierten Luftangriff stark getroffen, der die Wuppertaler Stadtteile Barmen und Elberfeld zum Ziel hatte. Das Ronsdorfer Zentrum, dessen Stadtbild von zwei- bis dreigeschossigen verschieferten Wohnhäusern aus dem 18. und 19. Jahrhundert geprägt wurde, wurde bei dem Angriff zu weiten Teilen zerstört. Die Kirche und die meisten der sie unmittelbar umgebenden Häuser am Rande des Zentrums auf dem „reformierten Berg“ blieben jedoch erhalten.

## Beschreibung und heutiger Zustand
Der das Ortsbild prägende markante Turm hat eine Höhe von 48,7 Metern. Er ist im unteren Teil quadratisch und besitzt im oberen Teil eine achteckige Form. Das rechteckige Kirchenschiff ist gut 62 Meter lang, 16 Meter breit und 11,6 Meter hoch. An den vier Ecken befinden sich jeweils kleine Begleittürmchen. Der Innenraum mit der Empore fasst etwa 630 Besucher. Er ist nach dem reformierten Glaubensverständnis bewusst schlicht gehalten, weist weder Bilder noch Skulpturen und Kreuze auf und stellt die Kanzel als Ort der Verkündigung der biblischen Botschaft in den Mittelpunkt. Das Kirchengebäude ist sanierungsbedürftig. Derzeit (Stand: April 2011) sind die Südfassade mit dem Turm und das Dach bereits grundlegend überholt bzw. erneuert worden. Weitere Maßnahmen stehen an.

## Orgel
Die Kirchenorgel wurde von dem Orgelbaumeister Wilhelm Sauer, Frankfurt (Oder) 1908 erbaut und 1971 von dem Orgelbauer Willi Peter restauriert. Sie verfügt über 30 Register auf zwei Manualen und Pedal und wird neben den Gottesdiensten auch für Konzerte genutzt.

## Glocken
Im Turm der Kirche hängen drei Stahlglocken, zwei gegossen vom Bochumer Verein im Jahr 1925, eine dritte aus dem Jah 1951. Die 1858 von Du Bois aus Paderborn gegossenen Kirchenglocken aus Bronze fielen der Verwendung für Rüstungszwecke während der beiden Weltkrieg zum Opfer.
- Große Glocke: Schlagton es′; Inschrift: Herrliche Dinge werden in dir gepredigt, du Stadt Gottes. (Ps. 87,3)
- Mittlere Glocke: Schlagton f′; Inschrift: Gehet zu seinen Toren ein mit Danken und zu seinen Vorhöfen mit Loben. (Ps. 100,4)
- Kleine Glocke: Schlagton ges′; Inschrift: Land, Land höre des Herrn Wort! (Jeremia 22,29)

## Denkmalschutz
Heute stehen die Kirche mit dem Kirchplatz und der Schwengelpumpe unter Denkmalschutz. Die Stützmauer, ursprünglich auch denkmalgeschützt, war jedoch seit Anfang 2011 aufgrund des Wurzelwerks der auf dem Kirchhof stehenden Linden einsturzgefährdet und dringend sanierungsbedürftig. Da die Mauer eine Verkehrsgefährdung darstellte und somit unmittelbarer Handlungsbedarf bestand, die Kirchengemeinde aber die Kosten einer grundlegenden Sanierung oder originalgetreuen Rekonstruktion nicht aufbringen konnte, wurde sie aus der Denkmalliste gestrichen und im Herbst 2011 bis auf ein kleines Teilstück an der Schwengelpumpe abgetragen. Der abgeflachte Hang wird nunmehr durch L-Steine aus Beton gestützt, die zur Auflockerung des Erscheinungsbildes partiell mit Natursteinen verblendet sind.
In der unmittelbaren Umgebung sind weitere historische oder das Gesamtensemble prägende Gebäude denkmalgeschützt, wie z. B. das Pastorat, erbaut 1777, mit dem benachbarten ehemaligen Gemeindehaus, die Reformierte Schule, das Wohnhaus Kniprodestraße 6 und das Waterhüsken des CVJM Ronsdorf.